# Valentina Shevchenko
Valentina Anatolievna Shevchenko (em russo:  Валентина Анатольевна Шевченко; Bisqueque, 7 de março de 1988) é uma lutadora de artes marciais mistas e kickboxer quirguiz-peruana, e é ex campeã da divisão peso-mosca feminino do Ultimate Fighting Championship (UFC), sendo a primeira Russa campeã da organização.

## Início da vida
Shevchenko é de origem russa e tem treinado artes marciais na maior parte de sua vida, que a levou a imigrar para o Peru. Shevchenko também participou do reality show Combate.

## Carreira no kickboxing profissional
Shevchenko acumulou diversos títulos no kickboxing e muay thai, tais como a International Federation of Muaythai Amateur, Campeonatos Mundiais e World Muaythai Council, e foi altamente considerada como uma das melhores kickboxers do sexo feminino no mundo. Shevchenko tem um recorde de 58-2 como uma kickboxer, derrotando nomes como Joanna Jędrzejczyk e Caley Reece.

## Carreira no MMA

### Início de carreira
Valentina Shevchenko compete no MMA desde 2013, e construiu um cartel de 11-2.

### Legacy Fighting Championship
Em 2014, foi anunciado pelo Legacy FC que Shevchenko tinha assinado para competir no MMA e kickboxing. Em 27 de fevereiro de 2015, Shevchenko enfrentou Jan Finney no Legacy Fighting Championship 39.

### Ultimate Fighting Championship
Shevchenko fez sua estreia no UFC substituindo em curto prazo a lutadora Germaine de Randamie, que lutaria contra Sarah Kaufman no UFC on Fox: dos Anjos vs. Cerrone II. Ela venceu a luta por decisão dividida.
Shevchenko em sua segunda luta pela organização enfrentou a brasileira Amanda Nunes em 05 de Março de 2016 no UFC 196: McGregor vs. Diaz. Ela perdeu o combate por decisão unânime.
Shevchenko enfrentou a ex-campeã da categoria Holly Holm em 23 de Julho de 2016 no UFC on Fox: Holm vs. Shevchenko. Ela venceu o combate por decisão unânime.

## Estilo de luta
Uma kickboxer ornamentada, Shevchenko é conhecida por ter um clinch marcante, preciso e calculado. Quando luta em pé com os adversários, ela constantemente varia entre socos no rosto e no corpo, também utilizando joelhos, cotovelos e chutes altos frontais.

## Campeonatos e realizações

### MMA
- Ultimate Fighting Championship
  - Cinturão Peso Mosca Feminino do UFC (Uma Vez) vs. Joanna Jędrzejczyk
    - Cinco Defesas de Cinturão vs. Jessica Eye, Liz Carmouche, Katlyn Chookagian,  Jennifer Maia e Jéssica Andrade

  - Performance da Noite (Duas Vezes) vs. Priscila Cachoeira e Jessica Eye
  - Maior número de defesas de cinturão na história do peso mosca feminino (5).

### Kickboxing
- 2014 – Kunlun Fight, Legend of Mulan Champion  (60 kg)
- 2014 – Kunlun Fight, IPCC Tournament Winner  (60 kg)
- 2013 – World K-1 Champion WKC, Peru  (60 kg)
- 2013 – World K-1 Champion WKC, Mexico  (60 kg)
- 2006 – World Muay Thai WMF Champion, Thailand  (57 kg)
- 2005 – World Champion KF-1 MMA Pro, Korea, Seoul  (57 kg)
- 2004 – World Kickboxing Champion WAKO, Italy  (56кg)
- 2003 – World Champion KF-1 MMA Pro, Korea, Seoul  (55 kg)

### Muay Thai
- IFMA World Championships
  - Medalha de ouro  (2003, 2006, 2007, 2008, 2009, 2010, 2012, 2014, 2015)
  - Campeã no WMC (uma vez) (2012)[20]

## Cartel no MMA
| Cartel no MMA   |             |            |
| 27 lutas        | 23 vitórias | 4 derrotas |
| Por nocaute     | 8           | 1          |
| Por finalização | 7           | 1          |
| Por decisão     | 8           | 2          |

| Res.    | Cartel | Oponente             | Método                                | Evento                                       | Data       | Round | Tempo | Local                 | Notas |
| ------- | ------ | -------------------- | ------------------------------------- | -------------------------------------------- | ---------- | ----- | ----- | --------------------- | --- |
| Vitória | 24-4-1 | Alexa Grasso         | Decisão (unânime)                     | UFC 306: O'Malley vs. Dvalishvili            | 14/09/2024 | 5     | 5:00  | Paradise, Nevada      | Ganhou o Cinturão Peso Mosca Feminino do UFC.                                                                                 |
| Empate  | 23-4-1 | Alexa Grasso         | Empate (dividido)                     | UFC Fight Night: Grasso vs. Shevchenko 2     | 16/09/2023 | 5     | 5:00  | Las Vegas, Nevada     | Pelo Cinturão Peso Mosca Feminino do UFC.                                                                                     |
| Derrota | 23-4   | Alexa Grasso         | Finalização (mata leão)               | UFC 285: Jones vs. Gane                      | 04/03/2023 | 4     | 4:34  | Las Vegas, Nevada     | Perdeu o Cinturão Peso Mosca Feminino do UFC.                                                                                 |
| Vitória | 23-3   | Taila Santos         | Decisão (dividida)                    | UFC 275: Teixeira vs. Procházka              | 12/06/2022 | 5     | 5:00  | Kallang               | Defendeu o Cinturão Peso Mosca Feminino do UFC; Quebrou o recorde de defesas de um cinturão feminino do UFC (7).              |
| Vitória | 22-3   | Lauren Murphy        | Nocaute Técnico (cotoveladas e socos) | UFC 266: Volkanovski vs. Ortega              | 25/09/2021 | 4     | 4:00  | Las Vegas, Nevada     | Defendeu o Cinturão Peso Mosca Feminino do UFC; Igualou o recorde de defesas consecutivas de um cinturão feminino do UFC (6). |
| Vitória | 21-3   | Jéssica Andrade      | Nocaute Técnico (cotoveladas)         | UFC 261: Usman vs. Masvidal 2                | 24/04/2021 | 2     | 3:19  | Jacksonville, Flórida | Defendeu o Cinturão Peso Mosca Feminino do UFC.                                                                               |
| Vitória | 20-3   | Jennifer Maia        | Decisão (unânime)                     | UFC 255: Figueiredo vs. Perez                | 21/11/2020 | 5     | 5:00  | Las Vegas, Nevada     | Defendeu o Cinturão Peso Mosca Feminino do UFC.                                                                               |
| Vitória | 19-3   | Katlyn Chookagian    | Nocaute Técnico (cotoveladas e socos) | UFC 247: Jones vs. Reyes                     | 08/02/2020 | 3     | 1:03  | Houston, Texas        | Defendeu o Cinturão Peso Mosca Feminino do UFC.                                                                               |
| Vitória | 18-3   | Liz Carmouche        | Decisão (unânime)                     | UFC Fight Night: Shevchenko vs. Carmouche II | 10/08/2019 | 5     | 5:00  | Montevidéu            | Defendeu o Cinturão Peso Mosca Feminino do UFC.                                                                               |
| Vitória | 17-3   | Jessica Eye          | Nocaute (chute na cabeça)             | UFC 238: Cejudo vs. Moraes                   | 08/06/2019 | 2     | 0:26  | Chicago, Illinois     | Defendeu o Cinturão Peso Mosca Feminino do UFC; Performance da Noite.                                                         |
| Vitória | 16-3   | Joanna Jedrzejczyk   | Decisão (unânime)                     | UFC 231: Holloway vs. Ortega                 | 08/12/2018 | 5     | 5:00  | Toronto, Ontário      | Ganhou o Cinturão Peso Mosca Feminino Vago do UFC.                                                                            |
| Vitória | 15-3   | Priscila Cachoeira   | Finalização (mata leão)               | UFC Fight Night: Machida vs. Anders          | 03/02/2018 | 2     | 4:25  | Belém, Pará           | Estreia no Peso Mosca; Performance da Noite.                                                                                  |
| Derrota | 14-3   | Amanda Nunes         | Decisão (dividida)                    | UFC 215: Nunes vs. Shevchenko II             | 09/09/2017 | 5     | 5:00  | Edmonton, Alberta     | Pelo Cinturão Peso Galo Feminino do UFC.                                                                                      |
| Vitória | 14-2   | Julianna Peña        | Finalização (chave de braço)          | UFC on Fox: Shevchenko vs. Peña              | 28/01/2017 | 2     | 4:29  | Denver, Colorado      | |
| Vitória | 13-2   | Holly Holm           | Decisão (unânime)                     | UFC on Fox: Holm vs. Shevchenko              | 23/07/2016 | 5     | 5:00  | Chicago, Illinois     | |
| Derrota | 12-2   | Amanda Nunes         | Decisão (unânime)                     | UFC 196: McGregor vs. Diaz                   | 05/03/2016 | 3     | 5:00  | Las Vegas, Nevada     | |
| Vitória | 12-1   | Sarah Kaufman        | Decisão (dividida)                    | UFC on Fox: dos Anjos vs. Cerrone II         | 19/12/2015 | 3     | 5:00  | Orlando, Flórida      | Estréia no UFC. |
| Vitória | 11-1   | Jan Finney           | Decisão (unânime)                     | Legacy Fighting Championship 39              | 27/02/2015 | 3     | 5:00  | Houston, Texas        | |
| Vitória | 10-1   | Hellen Bastos        | Nocaute Técnico (desistência)         | Fusion Fighting Championship 6               | 26/02/2014 | 2     | 3:00  | Lima                  | |
| Vitória | 9-1    | Priscila Orellana    | Nocaute Técnico (socos)               | Fusion Fighting Championship 5               | 18/12/2013 | 1     | 0:50  | Lima                  | |
| Vitória | 8-1    | Akjarkyn Baiturbaeva | Decisão (unânime)                     | KF-1 - MMA World Competition                 | 30/04/2010 | 3     | 5:00  | Seul                  | |
| Derrota | 7-1    | Liz Carmouche        | Nocaute Técnico (desistência)         | C3 Fights - Red River Rivalry                | 30/09/2010 | 2     | 3:00  | Concho, Oklahoma      | |
| Vitória | 7-0    | Yulia Nemtsova       | Finalização (ezequiel)                | Professional Free Fight                      | 03/03/2006 | 1     | 1:11  | Krasnodar             | |
| Vitória | 6-0    | Kyung Aeh Kim        | Finalização (chave de braço)          | WXF - X-Impact World Championships           | 09/07/2005 | 1     | 1:09  | Coreia do Sul         | |
| Vitória | 5-0    | Roza Kalieva         | Finalização (mata leão)               | Kazakhstan Federation of Pankration          | 22/03/2005 | 1     | 1:09  | Kokshetau             | |
| Vitória | 4-0    | Alla Iskarenova      | Finalização (mata leão)               | Kazakhstan Federation of Pankration          | 21/03/2005 | 1     | 1:12  | Kokshetau             | |
| Vitória | 3-0    | Erkesh Kokoeva       | Nocaute Técnico (socos)               | KFK - Kyrgyz Federation of Kulatuu           | 15/10/2004 | 1     | N/A   | Quirguistão           | |
| Vitória | 2-0    | Mi Choi Kim          | Finalização (mata leão)               | WXF - X-Impact World Championships 2003      | 09/12/2003 | 1     | 1:55  | Seul                  | |
| Vitória | 1-0    | Eliza Aidaralieva    | Nocaute Técnico (socos)               | KFK - Kyrgyz Federation of Kulatuu           | 21/04/2003 | 2     | N/A   | Quirguistão           | |